# Mauthausen, cimitero senza croci
Mauthausen, cimitero senza croci è un'autobiografia scritta da Terenzio Magliano sulla sua permanenza nel campo di concentramento di Mauthausen ed edita da Roggero e Tortia editori nel 1963.

## Contenuto
Il 22 febbraio 1944 Terenzio Magliano, dottore commercialista di Torino e partigiano della seconda guerra mondiale, viene arrestato dalla SIPO e condotto al campo di concentramento di Mauthausen, dove viene identificato col triangolo rosso, simbolo dei prigionieri politici.
Comincia così la sua lunga lotta per la sopravvivenza all'interno del campo, in un'agonia che durerà per 17 mesi, fino alla liberazione da parte degli Alleati. Magliano non tralascia nessuno dei particolari più agghiaccianti della follia delle SS: dai voli dal muro dei paracadutisti (descritto nel libro I 186 gradini) alle torture dei nazisti sui prigionieri, dal mercato nero dei pochi generi di conforto che arrivavano dentro al campo ai suicidi che sacrificavano la loro stessa vita pur di poter gustare un solo istante di libertà, al di fuori di quella prigione spietata.
La tortura s'interrompe con l'arrivo degli aerei angloamericani, che spaventano le SS al punto da spingerle a compiere l'ultimo atto di quella folle crudeltà: i 17.000 prigionieri del campo vengono chiusi tutti assieme dentro un solo tunnel, e i tedeschi tentano di ucciderli tutti in un colpo solo utilizzando un mastodontico impianto per pompare gas nella galleria. Ma la macchina si rompe: e prima che le SS possano regolarsi in maniera diversa, gli Alleati entrano nel campo.

## Edizioni
- Terenzio Magliano, Mauthausen, cimitero senza croci, Roggero e Tortia, 1963,  p. 106.